# Università del Sud Africa
L'Università del Sud Africa (University of South Africa, UNISA), è il più grande sistema universitario con iscrizione in Sudafrica. 
Attrae un terzo di tutti gli studenti con istruzione superiore in Sudafrica. 
Attraverso vari college e affiliati, UNISA ha oltre 400.000 studenti, inclusi studenti internazionali provenienti da 130 paesi in tutto il mondo, rendendola una delle mega università del mondo e l'unica università del genere in Africa.
In quanto università completa, Unisa offre sia programmi professionali che accademici, molti dei quali hanno ricevuto accreditamenti internazionali, nonché un'ampia impronta geografica, offrendo ai propri studenti riconoscimento e occupazione in molti paesi in tutto il mondo. 
L'università annovera tra i suoi ex studenti molti illustri sudafricani, tra cui due vincitori del premio Nobel: Nelson Mandela, il primo presidente democraticamente eletto del Sudafrica e l'arcivescovo Desmond Tutu.

## Storia
Fondata nel 1873 come Università del Capo di Buona Speranza, l'Università del Sud Africa o Unisa come è comunemente nota, trascorse la maggior parte della sua storia iniziale come agenzia di esame per l'università di Oxford e l'università di Cambridge. 
La legislazione del 1916 istituì l'Università autonoma del Sud Africa (la stessa legislazione istituì l'Università di Stellenbosch e l'Università di Città del Capo come università autonome) come "ombrello" o istituzione federale con sede a Pretoria, svolgendo un ruolo di amministrazione fiduciaria accademica per diversi college che alla fine divennero università autonome.
I college che erano sotto l'amministrazione fiduciaria dell'UNISA erano il Grey University College (Bloemfontein), l'Huguenot University College (Wellington), il Natal University College (Pietermaritzburg), il Rhodes University College (Grahamstown), il Transvaal University College (Pretoria), la South African School of Mines e Tecnologia (Johannesburg) e Potchefstroom University College.
Nel 1959, con l'approvazione dell'Extension of University Education Act, l'amministrazione fiduciaria dell'UNISA si estese anche alle cinque "università nere", vale a dire University of Zululand, University of the Western Cape, University of the North, University of Durban-Westville e Università di Fort Hare. 
Nel 1946, all'UNISA fu assegnato un nuovo ruolo come università per l'istruzione a distanza, e oggi offre certificati, diplomi e corsi di laurea fino al livello di dottorato.
Nel gennaio 2004, Unisa si è fusa con Technikon Southern Africa (Technikon SA, un politecnico) e ha incorporato la componente di formazione a distanza della Vista University (VUDEC). L'istituzione combinata mantenne il nome di Università del Sud Africa.